# حدرجية ذات رائحة
حدرجية ذات رائحة (الاسم العلمي:Clitocybe odora) هي نوع من الفطريات تتبع جنس الحدرجية من الفصيلة الهدبانية.